# Bedjond jezik
Bedjond jezik (bediondo, bediondo mbai, bédjonde, bedjondo, mbay bediondo, mbay bejondo, nangnda; ISO 639-3: bjv), nilsko-saharski jezik kojim govori 36 000 ljudi (Caprile and Fedry 1969) u čadskoj regiji Mandoul, poglavito oko grada Bediondo.
Bedjound je jedan od 17 pravih sara jezika, šira skupina sara. Ima tri dijalekta: bedjond, bébote i yom.

## Vanjske poveznice
- Ethnologue (14th)
- Ethnologue (15th)